# تشارلي بروكس
تشارلي بروكس (بالإنجليزية: Charlie Brooks)‏ هي ممثلة بريطانية، ولدت في 3 مايو 1981 في ور في المملكة المتحدة.

## وصلات خارجية
- تشارلي بروكس على موقع IMDb (الإنجليزية)
- تشارلي بروكس على موقع ألو سيني (الفرنسية)
- تشارلي بروكس على موقع أول موفي (الإنجليزية)
- تشارلي بروكس على موقع قاعدة بيانات الفيلم (الإنجليزية)
- تشارلي بروكس على موقع كينوبويسك (الروسية)